# L’Aquila Calcio
L’Aquila Calcio 1927 ist ein italienischer Fußballverein aus L’Aquila, einer Stadt aus der Region Abruzzen. Die Vereinsfarben sind Rot und Blau. Als Spielstätte dient dem Verein das Stadio Gran Sasso d’Italia – Italo Acconcia in L’Aquila, es bietet Platz für 6 763 Zuschauer.

## Geschichte
Der Verein wurde im Jahr 1927 gegründet und nahm in der Saison 1931/32 erstmals an einem regulären Ligabetrieb teil. Die Mannschaft stieg in die zweite Division einer regionalen Amateurliga ein und konnte sich im Jahr 1934 erstmals für die Serie B qualifizieren, als der Verein die Meisterschaft des Girone G in der dritthöchsten Spielklasse gewinnen konnte und die Promotione erreichte. Nach drei Jahren folgte der Abstieg in die Serie C. Die Mannschaft schaffte in zehn Jahren in Folge den Klassenerhalt und stieg im Jahr 1948 in die Promozione ab. L’Aquila errang zehn weitere Jahre später den Wiederaufstieg in die dritthöchste Spielklasse und hielt sich mehrere Jahre in der Serie C und fiel 1969 in die Serie D. In den darauffolgenden Jahren blieb die Mannschaft weitgehend ohne nennenswerte Erfolge, als der Verein in die Rückkehr in den Profifußball vorerst verpasste. Als Zweitplatzierter des Girone E der Serie D schaffte die Mannschaft im Jahr 1979 den Aufstieg in die Serie C2.
Drei Jahre später fiel L’Aquila aufgrund des Abstiegs aus der Liga erneut in die Amateurklassen zurück und qualifizierte sich erst elf Jahre später im Jahr 1993 als Gewinner des Girone F der fünfklassigen Serie D erneut für eine Profiliga. Nach nur einer Spielzeit musste der Gang in die sechstklassige Eccellenza Abruzzese hingenommen werden, obwohl sich die Mannschaft als 6. der vierthöchsten Liga auf sportlichen Weg für ein weiteres Jahr in der Liga qualifizierte. Die Insolvenz des Vereins veranlasste den italienischen Verband jedoch den Aquilensern die Lizenz vorerst zu entziehen und den Verein in die sechste Liga einzustufen. In der Saison 1997/98 gelang mit den Gewinn des Girone F die Rückkehr in den Profifußball. Mit 74 Punkten aus 34 Partien blieb die Mannschaft nur einen Zähler vor dem Zweitplatzierten FC Rieti.
Den größten Erfolg des Vereins seit 30 Jahren wurde in der Saison 1999/2000 realisiert, als die Mannschaft als Zweiter der viertklassigen Serie C2 die Promotion für die nächsthöhere Spielklasse schaffte.
Nach vier Jahren stieg der Verein als Tabellenletzter schließlich wieder in die Viertklassigkeit ab und wurde daraufhin nach 1994 zum zweiten Mal in der Vereinsgeschichte aufgrund seiner Zahlungsunfähigkeit vom Spielbetrieb ausgeschlossen und erst mehrere Monate später in die sechstklassige Eccellenza Abruzzese zugelassen. Die Rückkehr in die fünftklassige Serie D konnte nach der erfolgreichen Saison 2008/09 errungen werden. In der darauffolgenden Spielzeit gelang dem Verein als Viertplatzierter der Einzug in die Play-offs um den Aufstieg in die Lega Pro Seconda Divisione. Das Team verlor jedoch im Halbfinale mit 0:1 gegen Atessa Val di Sangro und verfehlte somit den möglichen Aufstieg. Durch den Zwangsabstieg diverser oberklassiger Vereine wurde L’Aquila Calcio zur Saison 2010/11 in die viertklassige Lega Pro Seconda Divisione eingestuft. In der Saison 2012/13 gelang in den Aufstiegsplayoffs durch Siege gegen Chieti Calcio und Teramo Calcio der Aufstieg in die drittklassige Lega Pro Prima Divisione.
2016 zog der Verein vom 1933 eröffneten Stadio Tommaso Fattori in das über mehrere Jahre renovierte Stadio Gran Sasso d’Italia – Italo Acconcia um.

## Bekannte Spieler
- Annibale Frossi (1935–1936)
- Filippo Antonelli (1998–1999)
- Lorenzo Battaglia (2000–2003)
- Dschihad Muntasser (2001–2002)
- Kenneth Zeigbo (2001–2002)
- Matteo Contini (2002–2003)
- Marco Villa (2008–2011)

## Trainer
- György Orth (1935)
- András Kuttik (1936–1937)
- Zeffiro Furiassi (1968–1969)
- Bruno Giordano (2002–2003)